# نورعلی شوشتری
نورعلی شوشتری (۱۴ اسفند ۱۳۲۷ – ۲۶ مهر ۱۳۸۸) سرتیپ سپاه پاسداران انقلاب اسلامی بود، که در خلال جنگ ایران و عراق از اعضای سپاه پاسداران به‌شمار می‌آمد و در فاصله سالهای ۱۳۸۲ تا ۱۳۸۸ به‌عنوان جانشین فرمانده نیروی زمینی سپاه و فرماندهی قرارگاه قدس فعالیت می‌کرد.
شوشتری در مهر ۱۳۸۸ در انفجار انتحاری در پیشین به همراه جمعی از اعضای سپاه و مردم محلی کشته شد. گروه جندالله مسئولیت این انفجار را برعهده داشت. اسماعیل شوشتری؛ وزیر دادگستری پیشین، عموزاده وی بود.

## زندگی‌نامه

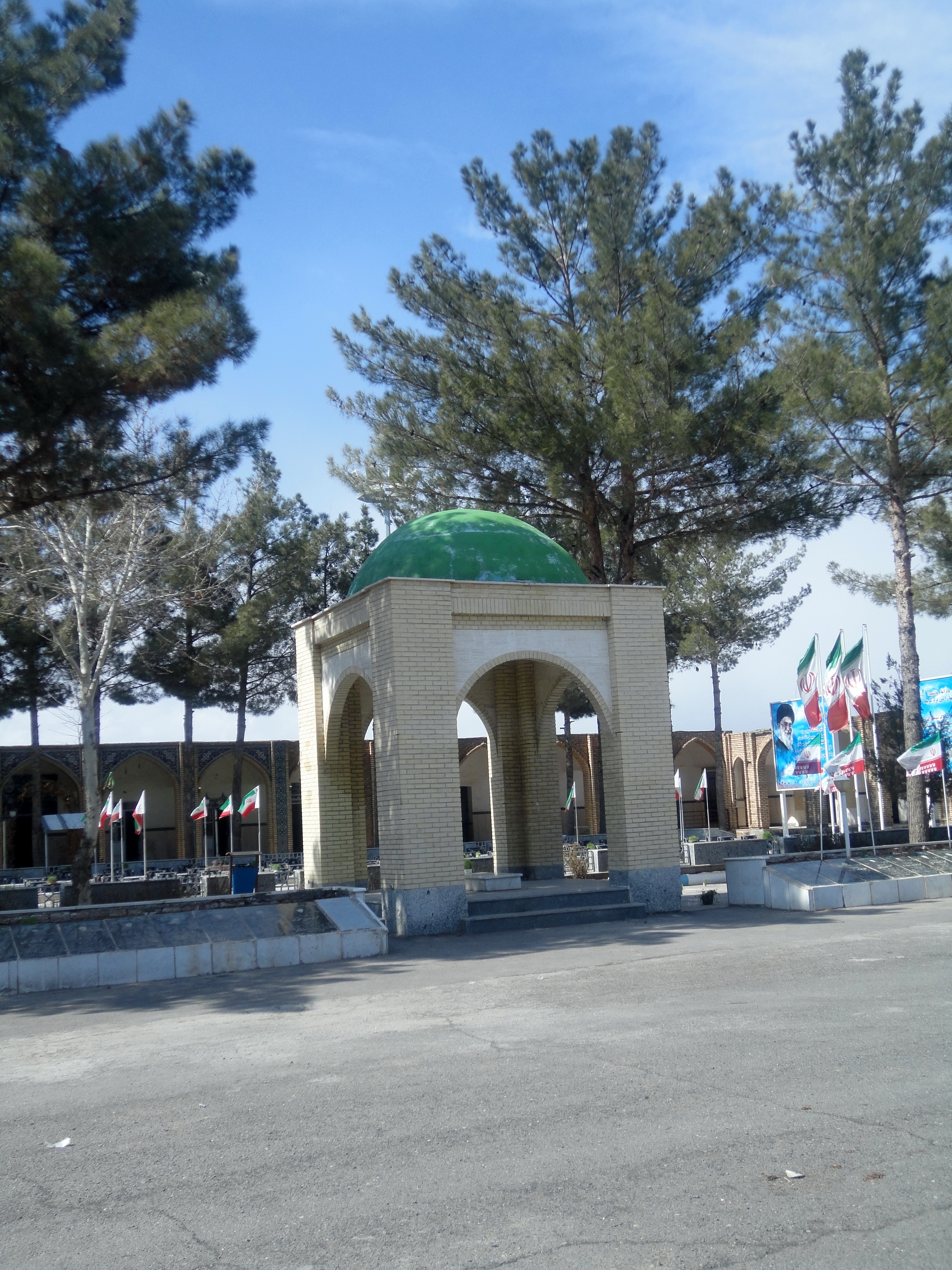
آرامگاه نورعلی شوشتری در نیشابور

نورعلی شوشتری در خانواده‌ای دهقان در سال ۱۳۲۷ در خانواده‌ای ترک‌زبان در روستای ینگجه، بخش سرولایت، نیشابور زاده شد. وی پس از وقوع انقلاب ۱۳۵۷ و تشکیل سپاه پاسداران انقلاب اسلامی، به عضویت این نهاد درآمد.

## جنگ ایران و عراق
در طول سالهای جنگ ایران و عراق شوشتری اغلب در جبههٔ خوزستان بود و در عملیات‌های سپاه در جنوب حضور فعال داشت. وی در عملیات مرصاد (که بر ضد حمله سازمان مجاهدین خلق ایران در پایان جنگ ایران و عراق و پذیرش قطعنامه ۵۹۸ از سوم تا هفتم مرداد ۱۳۶۷ در استان کرمانشاه انجام شد) نقش فرماندهی برعهده داشت.
فرماندهی لشکر ۵ قرارگاه نجف و قرارگاه حمزه، همچنین جانشینی فرمانده نیروی زمینی سپاه، بخشی از مسئولیت‌های نظامی-امنیتی او است. وی از ۱ فروردین ۱۳۸۸ با حفظ سمت، به فرماندهی قرارگاه قدس نیروی زمینی سپاه، مستقر در زاهدان منصوب شد.

## درگذشت
شوشتری در ۲۶ مهرماه ۱۳۸۸ در همایشی به نام «وحدت اقوام و مذاهب سیستان و بلوچستان» که با شرکت عشایر بلوچ در منطقهٔ پیشین جریان داشت، بر اثر انفجاری انتحاری به همراه برخی از فرماندهان سپاه کشته شد. عامل انتحاری انفجار؛ عبدالواحد محمدزاده از اعضای جندالله بود. شوشتری تا زمان این ترور با درجهٔ سرتیپی، جانشین فرمانده نیروی زمینی سپاه بود.
در پی کشته شدن وی، سیدعلی خامنه‌ای؛ رهبر جمهوری اسلامی، در پیامی این واقعه را به خانواده وی تسلیت گفت.